# Skåp

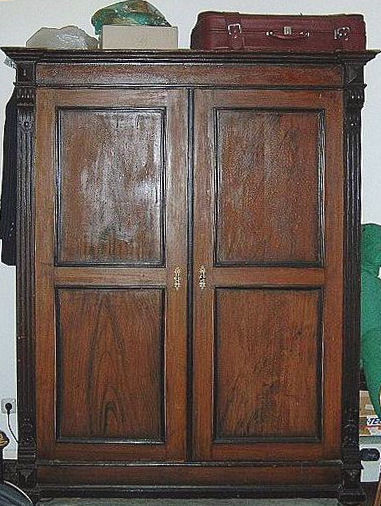
Skåp från början av 1900-talet.

Ett skåp är en förvaringsmöbel som oftast är tillverkad av trä eller metall och försedd med dörrar eller luckor. Som föregångare har använts bland annat armarium.
Som fristående möbel började skåpet mot slutet av medeltiden avlösa kistan, tidigast i kyrkorna, men snart även i hemmen i högre samhällsskikt. Där nådde det sin största popularitet och fick sin praktfullaste utformning under renässansen och barocken. Från och med rokokon trädde byrån i dess ställe. 
I svensk bondekultur behölls kistan längre än bland högre stånd (i Sydsverige var den statusmöbel in på 1800-talet). Som allmogemöbel var skåpet vanligast i mellersta och norra Sverige, och de sydsvenska skåpen var ofta ganska små, till exempel hörnskåp. Bondgårdarnas skåp var vanligen samtidigt exponeringsmöbel för finare husgeråd. Sådana skåp med hyllor eller avsatser kallas skänkar eller skänkskåp.

## Olika varianter och beteckningar på skåp
- Armoire är en större typ av skåp med lådor. Namnet kommer från franskan.
- Badrumsskåp
- Garderob
- Kassaskåp